# Pjotr Kratscheuski
Pjotr Kratscheuski (* 7. August 1879 im Dorf Dubna in Rajon Masty, Gouvernement Grodno, Russisches Kaiserreich; † 8. März 1928 in Prag) war ein belarussischer Politiker und Präsident der Rada BNR.

## Leben
Vor dem Ersten Weltkrieg arbeitete er als Lehrer in Jałówka in der Nähe von Białystok. 1917 war er bei dem ersten gesamtweißrussischen Kongress als Delegierter tätig und gehörte dem Rat der Weißrussischen Volksrepublik an. 1919 wurde er zum Präsidenten dieses Rates gewählt und blieb in diesem Amt bis zu seinem Tod.
1919 ging Kratscheuski ins Exil nach Prag, wo er aktive Informationskampagnen für westliche Regierungen über die aktuelle Situation in der Weißrussischen SSR und in Westweißrussland organisierte. Im September 1921 organisierte er eine Konferenz belarussischer Emigrantenorganisationen, die den Friedensvertrag von Riga (1921) verurteilte, der den polnisch-sowjetischen Krieg beendete und die Aufteilung von Belarus zwischen Polen und der Sowjetunion vorsah. 
Im Exil veröffentlichte Kratscheuski auch das Drama „Rohenda“, welches die Situation im Fürstentum Polozk im 10. Jahrhundert zeigte. 1926 verfasste er das Buch „Zamieżnaja Biełarus“. Trotz seiner linken Ansichten blieb er ein erklärter Gegner des Kommunismus.
Kratscheuski starb am 8. März 1928 in einem Krankenhaus in Prag. Er wurde auf dem Olšany-Friedhof in Prag beigesetzt.